# Город грехов (фильм)
«Го́род грехо́в» (англ. Sin City) — американский криминальный киноальманах в стиле неонуар 2005 года режиссёров Роберта Родригеса и Фрэнка Миллера, основанный на одноимённой серии комиксов Миллера. В фильме снялись Джессика Альба, Бенисио Дель Торо, Бриттани Мерфи, Клайв Оуэн, Микки Рурк, Брюс Уиллис и Элайджа Вуд, а также Алексис Бледел, Пауэрс Бут, Майкл Кларк Дункан, Розарио Доусон, Девон Аоки, Карла Гуджино, Рутгер Хауэр, Джейми Кинг, Майкл Мэдсен, Ник Стал и Макензи Вега, среди прочих.
Большая часть фильма основана на первой, третьей и четвёртой книгах оригинальной серии комиксов Миллера. «Трудное прощание» рассказывает о бывшем заключенном, который отправляется на поиски убийцы своей бывшей возлюбленной. «Резня по высшему классу» рассказывает о частном детективе, который оказывается втянутым в уличную войну между группой проституток и группой наёмников, полицией и мафией. «Тот жёлтый ублюдок» рассказывает о стареющем полицейском, который защищает молодую женщину от гротескно изуродованного серийного убийцы. Вступление и концовка фильма основаны на коротком рассказе «Клиент всегда прав», который собран в книге «Выпивка, бабы и пули», шестой книге серии комиксов.
Фильм «Город грехов» снискал широкий критический и коммерческий успех, получив особое признание благодаря уникальной цветопередаче, благодаря которой большая часть фильма была черно-белой, но отдельные объекты были сохранены или окрашены в другие цвета. Фильм был показан на конкурсной программе Каннского кинофестиваля 2005 года и получил Главный технический приз за "визуальное оформление». В 2014 году вышел сиквел «Город грехов 2: Женщина, ради которой стоит убивать», также снятый Миллером и Родригесом, но он не смог сравниться с критическим и коммерческим успехом своего предшественника.

## Структура фильма
Фильм базируется на четырёх работах Миллера: графические новеллы «Трудное прощание» («The Hard Goodbye») — о человеке, который отправляется на поиски убийцы своей возлюбленной, «Большая смачная резня» («The Big Fat Kill») — об уличной войне между группами проституток и наёмников, «Тот жёлтый ублюдок» («That Yellow Bastard») — о бывшем полицейском, защищающем девушку от серийного убийцы и графический рассказ «Клиент всегда прав» («The Customer is Always Right»), который разделён на две части и использован как короткие пролог и эпилог к фильму.

## Сюжет
Действие фильма, как и действие цикла романов, разворачивается в вымышленном городе Бэйсин-Сити, который был основан в XIX веке как перевалочный пункт на пути золотоискателей, где они могли продать добычу и отдохнуть с девочками — отсюда и прилепившееся к Бэйсин-Сити прозвище «Город грехов» (Basin City). Власть в городе принадлежит насквозь коррумпированным политикам, которые делят сферы влияния с мафиозными кланами при попустительстве продажной полиции. Сердцем Бэйсин-Сити остаётся Старый город — квартал публичных домов, куда ни мафии, ни полиции лучше не соваться — власть здесь принадлежит проституткам, которые готовы отстаивать свою независимость с оружием в руках.
Фильм состоит из нескольких различных новелл, персонажи которых так или иначе пересекаются.

### Клиент всегда прав (пролог)
Новелла первая, которая была снята Родригесом для демонстрации Миллеру, — короткая история о безымянном убийце (Джош Хартнетт), являющемся, по сути, последним романтиком этого города грехов. Собственно, это не отдельная новелла, а маленькое лирическое вступление.

### Трудное прощание
Второй из сюжетов фильма — история Марва (Микки Рурк), уличного громилы. Он просыпается в номере дешёвой гостиницы и обнаруживает, что девушка по имени Голди (Джейми Кинг), с которой он вчера познакомился, мертва, и её убийство хотят «повесить» на него. Марв уходит от преследующих его полицейских и начинает искать настоящих убийц, в стремлении отомстить, не щадя никого из тех, кто замешан в этой истории. Израненный и искалеченный, он добирается до высокопоставленного заказчика убийства, кардинала Рорка (Рутгер Хауэр), жестоко разделывается с ним и кончает жизнь на электрическом стуле.

### Большая смачная резня
Третий сюжет — история Дуайта (Клайв Оуэн), боевика, который охраняет проституток Старого города. Повздорив с мерзавцем Джеки-Боем (Бенисио дель Торо), он следует за ним. Пьяный Джеки-бой едет в Старый город, где начинает угрожать проститутке Бекки (Алексис Бледел) пистолетом и погибает от меча проститутки-киллера Михо (Девон Аоки). Однако при нём найден полицейский жетон, а это означает, что перемирие между полицией и проститутками Старого города может рухнуть, и тогда Старый город неизбежно перейдёт под контроль мафиозного Синдиката, который давно к этому стремится. Дуайт и Михо пытаются уничтожить тела Джеки-Боя и его приятелей, но мафия готова на всё, чтобы получить доказательства убийства полицейского в Старом городе, и главным доказательством должна стать голова Джеки-Боя. В итоге всё кончается грандиозной резнёй между проститутками Старого города, Дуайтом и боевиками Синдиката.

### Тот жёлтый ублюдок
Четвёртая новелла — история Хартигана (Брюс Уиллис), одного из немногих честных полицейских Бэйсин-Сити. В последний день перед уходом на пенсию Хартиган преследует маньяка, насилующего и убивающего маленьких девочек. Убийца — Рорк-младший (Ник Стал), единственный сын сенатора Рорка, уверенный в том, что полиция куплена его отцом и ему всё сойдёт с рук. Хартигану удаётся спасти последнюю жертву маньяка — 11-летнюю Нэнси, — и искалечить Рорка-младшего, отстрелив ему ухо, руку и половые органы, но напарник стреляет ему в спину. Не желая рассказывать про единственную свидетельницу Нэнси и подвергать её опасности, Хартиган идёт под суд, отказывается оговорить себя и садится в тюрьму. Единственное, что поддерживает его в эти годы — анонимные письма от Нэнси, которые приходят каждую неделю. Через 8 лет письма перестают приходить, а через два месяца присылают письмо с окровавленным пальцем в конверте, Хартиган решает, что с ней произошла беда. Тогда он соглашается подписать самооговор в обмен на освобождение, надеясь, что на воле он сможет помочь девушке. Оказывается, однако, что его освобождение подстроено, чтобы выживший, но обезображенный Рорк-младший мог найти повзрослевшую Нэнси (Джессика Альба) и отомстить Хартигану, убив её. Хартигану удаётся завершить то, что ему не дали сделать восемь лет назад — он убивает маньяка, а затем пускает пулю себе в голову, чтобы окончательно замести следы, которые могут привести всесильных Рорков к Нэнси.

### Клиент всегда прав (эпилог)
Фильм заканчивается эпилогом, в котором опять участвует безымянный убийца (Джош Хартнетт), переодетый в доктора. Он встречается в лифте больницы с юной проституткой Бекки (Алексис Бледел), сбежавшей из Старого города.

## Слоганы
- «Deadly little Miho» («Маленькая смертоносная Михо»)
- «Hell of a way to end a partnership» («Дьявольский способ для окончания сотрудничества»)
- «If you go where you want in Sin City, you can find there anything» («Зайдешь куда ты хочешь в Городе грехов, и найдешь всё, что угодно»)
- «She smells like angels ought to smell» («Она пахнет так, как, наверное, должны пахнуть ангелы»)
- «Skinny little Nancy Callahan. She grew up. She filled out» (Худенькая малышка Нэнси Каллахан. Она выросла. В нужных местах.)
- «You’re gonna love this, baby» («Ты полюбишь это, детка»)
- «Do I take this cop down and risk it all?» («Замочить этого копа и рискнуть всем?»)
- «There is no justice without sin» («Справедливости не существует без греха»)[1]
- «I love hitmen. No matter what you do to them, you don't feel bad» («Люблю наёмных убийц. Что с ними ни делай, совесть не мучает»)

## В ролях

### Клиент всегда прав
- Джош Хартнетт — Киллер (в сценарии известен как «Человек»)
- Марли Шелтон — Клиент
- Алексис Бледел — Бекки

### Тяжёлое прощание
- Микки Рурк — Марв
- Джейми Кинг — Голди и Венди
- Карла Гуджино — Люсилль
- Элайджа Вуд — Кевин
- Рутгер Хауэр — кардинал Патрик Генри Рорк
- Пауэрс Бут — сенатор Рорк
- Клайв Оуэн — Дуайт МакКарти
- Джессика Альба — Нэнси Каллахан
- Фрэнк Миллер — священник
- Роберт Родригес — член команды спецназа

### Большая смачная резня
- Клайв Оуэн — Дуайт МакКарти
- Майкл Кларк Дункан — Манут
- Бенисио Дель Торо — Джек Рафферти
- Розарио Доусон — Гейл
- Алексис Бледел — Бекки
- Девон Аоки — Михо
- Бриттани Мерфи — Шелли
- Патрисия Вонне — Даллас
- Кларк Миддлтон[англ.] — Шутц

### Жёлтый ублюдок
- Брюс Уиллис — детектив Джон Хартиган
- Джессика Альба — Нэнси Каллахан
  - Макензи Вега — Нэнси Каллахан в детстве
- Ник Стал — Рорк-младший
- Пауэрс Бут — сенатор Рорк
- Майкл Мэдсен — Боб
- Ник Офферман — Берт Шлубб

## Над фильмом работали
- Фрэнк Миллер — режиссёр, сценарист (graphic novels)
- Роберт Родригес — режиссёр, композитор, оператор (shot by), редактор
- Квентин Тарантино — режиссёр (special guest director)
- Элисабет Авельян — продюсер — продюсер
- Билл Скотт — продюсер — линейный продюсер
- Боб Вайнштейн — продюсер — исполнительный продюсер
- Харви Вайнштейн — продюсер — исполнительный продюсер
- Джон Дебни — композитор
- Грэм Ревелл — композитор
- Мэри Верну — кастинг
- Стив Джойнер — арт-директор
- Жанет Скотт — арт-директор, декорации
- Дэвид Хэк — декорации

## Режиссёрская версия
Существует расширенное издание фильма, длительность которого 2 часа 21 минута. В DVD-издание включены 17 дополнительных минут метража, не вошедшего в прокатную версию. Каждая сюжетная линия оформлена отдельно, с собственными титрами (которые на самом деле составляют около двух третей от заявленных 17 минут), так что их можно посмотреть как самостоятельные среднеметражные фильмы.

## Премии и награды

### Награды
- Премия канала MTV
  - 2006 — Самая сексуальная роль — актриса Джессика Альба
- Премия Сатурн
  - 2006 — Лучший киноактёр второго плана — актёр Микки Рурк
  - 2006 — Лучшее специальное DVD-издание
  - 2006 — Лучший приключенческий фильм, боевик или триллер
- Жорж (премия)
  - 2006 — Лучшее высокобюджетное/зрелищное кино
- Каннский кинофестиваль
  - 2005 — Технический гран-при

### Номинации
- Премия канала MTV
  - 2006 — Лучший фильм
  - 2006 — Лучший поцелуй — Розарио Доусон / Клайв Оуэн
- Премия Сатурн
  - 2006 — Лучшая киноактриса второго плана — актриса Джессика Альба
  - 2006 — Лучший грим
- Каннский кинофестиваль
  - 2005 — Золотая пальмовая ветвь